# Sinfonie KV Anh. 221 (Mozart)
Die Sinfonie G-Dur Köchelverzeichnis Anhang 221 komponierte Wolfgang Amadeus Mozart im Jahr 1766 in Den Haag. Das Werk wird teilweise auch als „Alte Lambacher“ Sinfonie bezeichnet. 

## Allgemeines

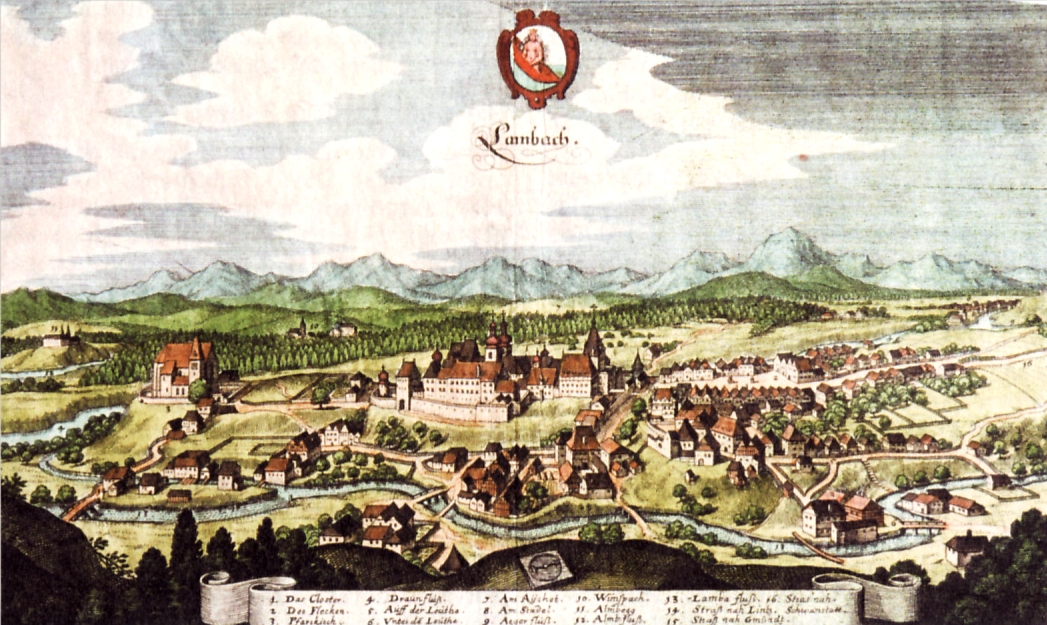
Stift Lambach und Gemeinde. Kolorierter Kupferstich von Matthäus Merian (1649)

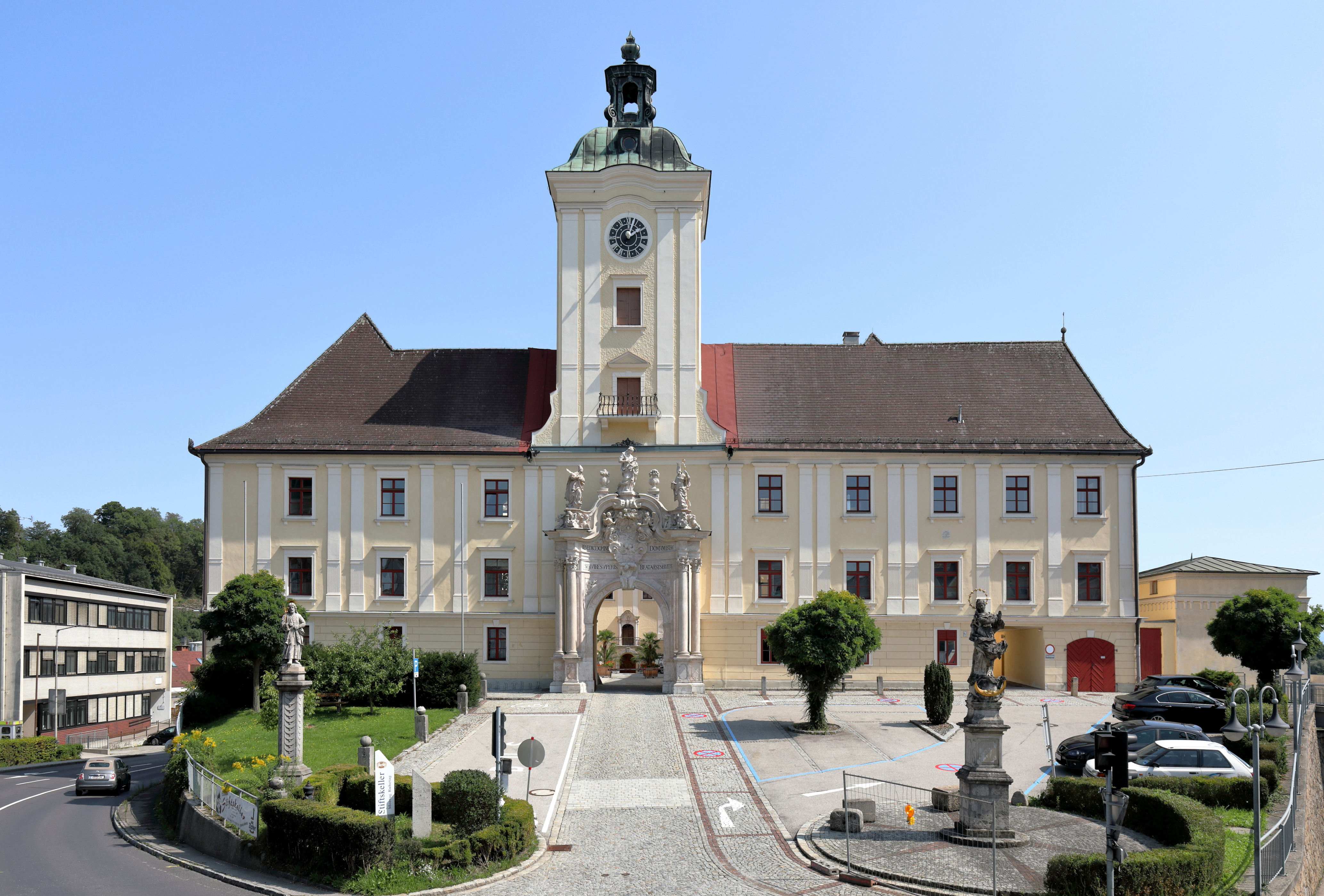
Stift Lambach: Westflügel mit Torturm und Hauptportal

Anfang Januar 1769 machte die Familie Mozart auf ihren Reisen zwischen Salzburg und Wien u. a. in dem oberösterreichischen Benediktinerkloster Lambach Rast. Wie für viele bayerische und österreichische Klöster damals üblich, bot auch das Kloster Lambach Zimmer und Mahlzeiten für Durchreisende und unterhielt eine kleine Kapelle für die Liturgie sowie zur Unterhaltung. In der Familienkorrespondenz der Mozarts wird dieser Aufenthalt nicht gesondert erwähnt, so dass nur durch Notizen in zwei Sinfonie-Manuskripten der Aufenthalt bekannt ist.
Diese Manuskripte wurden Anfang des 20. Jahrhunderts als Kopien im Archiv des Klosters Lambach gefunden und stellen wahrscheinlich eine Schenkung der Mozarts als Anerkennung für die Gastfreundschaft dar. Das eine trug im Titel „Del Sigre: Wolfgango Mozart. Dono Authoris 4.ta Jan. 769“ (umgangssprachlich „Alte Lambacher“), das andere den Namen „Leopoldo“ mit demselben Datum (umgangssprachlich „Neue Lambacher“). Alfred Einstein ging davon aus, dass das Wolfgang zugeschriebene Werk während des Wiener Aufenthalts von 1767/68 komponiert wurde, reihte sie entsprechend dem Datum des Lambacher Manuskripts in die Chronologie authentischer Werke ein und gab ihr in der dritten Auflage des Köchelverzeichnisses (KV) die Nummer 45a, was auf Anfang 1768 hinweist. In weiteren Auflagen des Köchelverzeichnisses wurden diese Angaben beibehalten. 
1964 veröffentlichte Anna Amalie Abert eine neue Hypothese, nach der die beiden Lambacher Sinfonien versehentlich vertauscht worden seien. Ihre Theorie basiert auf einer umfangreichen Untersuchung beider Werke sowie Vergleichen zwischen diesen und anderen Sinfonien, von denen man annimmt, dass Leopold Mozart und Wolfgang sie gleichzeitig komponierten. Im Ergebnis kam Abert zu dem Schluss, dass KV 45a im Stil archaischer und nach ästhetischen Gesichtspunkten weniger gelungen als die Leopold zugeschriebene Sinfonie sei, weshalb Leopold als der Ältere, der Konservativere und auch weniger Begabte KV 45a komponiert haben müsse. Zudem habe der Vergleich formaler und stilistischer Kennzeichen Ähnlichkeiten zwischen den ersten Sätzen von KV 45a und anderen Sinfonien von Leopold sowie den ersten Sätzen der Neuen Lambacher und anderen Sinfonien Wolfgangs ergeben. Ferner sollten die Monothematik des ersten Satzes (d. h. Verwendung von nur einem anstatt von zwei Themen) von KV 45a, bestimmte Strukturmerkmale (häufige Kombination zweitaktiger Phrasen, starker Gebrauch von Sequenzen) auf Leopold deuten, während die eher fortgesponnenen und variierten melodischen Einfälle mehr auf Wolfgang hinweisen.
Die bis dahin unveröffentlichte „Neue Lambacher“ Sinfonie wurde dann als ein Werk Mozarts herausgegeben und war auch Bestandteil einiger Gesamteinspielungen (Berliner Philharmoniker mit Karl Böhm, Academy of Ancient Music mit Jaap Schröder). 
Neal Zaslaw meint jedoch aus folgenden Gründen, dass die ursprüngliche Zuordnung richtig war:
- Die Verwendung des Fortspinnungstypus der Neuen Lambacher ist eher ein Merkmal des Spätbarock, der Aufbau aus zweitaktigen Phrasen weist dagegen auf den moderneren galanten Stil hin.
- Die beiden Manuskripte wurden von dem Salzburger Kopisten Estlinger angefertigt. Das bedeutet, dass sie noch in Salzburg vor der Abreise nach Wien im September 1767 kopiert worden sein müssen. Je früher nun aber KV 45a datiert wird, desto erklärlicher wird der „archaische“ Stil Wolfgangs.
- Da er auf seinen Reisen eine große Menge musikalischer Eindrücke in sich aufnahm, behauptete Wolfgang (zu Recht) von sich, in jedem beliebigen Stil komponieren zu können.
- Unterschätzung von Leopold Mozart.
- Da KV 45a ebenso wie die in London und den Niederlanden komponierten Sinfonien nur drei und nicht die in Wien bevorzugten vier Sätze aufweist (wie KV 43, KV 45, KV 48), erscheint Wien als Entstehungsort zweifelhaft.
- Es ist unwahrscheinlich, dass die Mozarts zwei Manuskripte von einem befreundeten Kopisten akzeptiert, mehr als ein Jahr mit sich geführt, bei Konzerten verwendet und schließlich dem Lambacher Kloster geschenkt haben, (wo anschließend ein Lambacher Mönch das Datum von 1769 eingetragen haben könnte,) ohne dass der sonst so pedantische Leopold den Fehler bei den Namen korrigiert hätte.
- 1767 ließ Leopold sechs frühe Sinfonien von Wolfgang kopieren und an den Fürsten Wenzel nach Donaueschingen schicken. Darunter war wahrscheinlich auch KV 45a.

Im Februar 1982 wurden in der Bayerischen Staatsbibliothek München die ursprünglichen Orchesterstimmen von KV 45a mit Handschriften von Leopold, Wolfgangs Schwester Nannerl und einem Kopisten entdeckt. Leopold schrieb auf die Titelseite neben Wolfgangs Namen auch „à la Haye 1766“. Demnach wurde KV 45a von Wolfgang während des Aufenthaltes in Den Haag komponiert – möglicherweise für die Amtseinführung des Prinzen Wilhelm von Oranien am 11. März 1766. Die Mozarts nahmen dann das Werk mit auf ihre Reisen, wobei noch einige Änderungen insbesondere in den Mittelstimmen vorgenommen wurden.

## Zur Musik
Besetzung:  zwei Oboen, zwei Hörner in G, zwei Violinen, Viola, Cello, Kontrabass. In zeitgenössischen Orchestern war es zudem üblich, auch ohne gesonderte Notierung Fagott und Cembalo (sofern im Orchester vorhanden) zur Verstärkung der Bass-Stimme bzw. als Continuo einzusetzen.
Aufführungsdauer: ca. 14 Minuten.
Bei den hier benutzten Begriffen in Anlehnung an die Sonatensatzform ist zu berücksichtigen, dass dieses Schema in der ersten Hälfte des 19. Jahrhunderts entworfen wurde (siehe dort) und von daher nur mit Einschränkungen auf diese Sinfonie übertragen werden kann. Die Sätze entsprechen noch mehr der zweiteiligen Form, bei der der zweite Satzteil als modifizierter Durchlauf des ersten („Exposition“) angesehen wird. – Die hier vorgenommene Beschreibung und Gliederung der Sätze ist als Vorschlag zu verstehen. Je nach Standpunkt sind auch andere Abgrenzungen und Deutungen möglich.

### Erster Satz: Allegro maestoso
G-Dur, 4/4-Takt, 84 Takte
Der Satz beginnt im Forte mit dem ersten Thema (Hauptthema), dessen Melodie im Bass mit punktiertem Rhythmus und Trillern von einem flächenhaften Tremolo der Violinen / Viola und ausgehaltenen Akkorden der Bläser begleitet wird. 
Der Hauptgedanke ist viertaktig, jedoch schließt sich ein dreitaktiger Nachsatz an, so dass das Hauptthema ungewöhnlicherweise sieben statt der sonst üblichen acht Takte lang ist. 
Nach der Piano-Passage (Takt 8–10) mit schwebendem Charakter folgt ein längerer Forte-Abschnitt, der den Gedanken des Hauptthemas wieder aufgreift und fortspinnt. Das Thema tritt dabei sowohl in den Violinen wie im Bass auf. Das folgende Motiv (Takt 23–26) ist vom Hauptthema durch seinen punktierten Rhythmus ableitbar (bei Zaslaw als zweites Thema interpretiert). Die Schlussgruppe (Takt 27–36) ist neben einfacher Kadenzmelodik durch Abwärts-Lauffiguren gekennzeichnet.
Der zweite Abschnitt des Satzes beginnt mit dem Hauptthema in der Dominante D-Dur (Takt 37–43). Im weiteren Verlauf schließen sich kleinere, meist einmal wiederholte Motive mit überleitungsartigem Charakter an. Die „Reprise“ (Takt 59 ff.) beginnt mit dem Hauptthema in den Violinen (nicht im Bass) und ist ansonsten ähnlich der Exposition strukturiert. Beide Haupt-Abschnitte des Satzes werden wiederholt.

### Zweiter Satz: Andante
C-Dur, 2/4-Takt, 84 Takte, Streicher mit Dämpfern
Die Exposition besteht im Wesentlichen aus drei hintereinander gefügten Abschnitten, die man im Sinne der (damals noch nicht typisch ausgebildeten) Sonatensatzform als erstes Thema, zweites Thema und Schlussgruppe interpretieren könnte. Die „Themen“ sind jedoch eher motivartig ausgeprägt:
- Das erste Thema (Takt 1–10) basiert auf einem zweitaktigen Gedanken in der 1. Violine, begleitet von „nuschelnder“ Sechzehntel-Bewegung der 2. Violine / Viola und Pizzicato-Bässen (noch kein Pizzicato in der 1. Version aus Den Haag, s. u.).

- Das zweite Thema (Takt 11–22) weist ebenfalls eine zweitaktige Grundstruktur mit demselben Begleitungsform auf, sein Rhythmus ist jedoch durch Triolen charakterisiert. Das sechstaktige Thema wird wiederholt.
- Die Schlussgruppe (Takt 22–30) beginnt als zweitaktiges Motiv der Hörner im Forte und wird von einem ebenfalls zweitaktigen Streichermotiv im Piano beantwortet. Beide Motive zusammen werden wiederholt.

Der zweite Satzteil beginnt mit dem Hauptthema in der Dominante G-Dur. Ab Takt 39 wird das Thema zur Dominantparallele e-Moll gerückt, in der ab Takt 43 ein neues Motiv mit versetztem Einsatz zwischen 1. Violine und Bass auftritt. Dieses viertaktige Motiv wird dann nach G-Dur gerückt wiederholt. Eine kurze Überleitung führt zur Reprise (ab Takt 57), die ähnlich der Exposition strukturiert ist. In der Schlussgruppe sind jedoch die Hörner nicht mehr stimmführend beteiligt. Beide Satzteile werden wiederholt.
Das Andante in der Lambacher Fassung verwendet einen Klangeffekt, den Mozart in den langsamen Sätzen späterer Sinfonien bevorzugt anwandte: Die Holzbläser schweigen oder werden zurückhaltend eingesetzt, die Violinen spielen mit Dämpfer, Celli und Kontrabässe pizzicato. Dämpfer und Pizzicato werden jedoch in der Haager Fassung nicht vorgeschrieben; einige Bindebögen in der Bassstimme weisen sogar darauf hin, dass der zehnjährige Wolfgang damals ausdrücklich kein Pizzicato wünschte.

### Dritter Satz: Presto
G-Dur, 3/8-Takt, 112 Takte
Wie damals üblich, ist der letzte Satz der Sinfonie nach dem „Kehraus“-Typ angelegt. Das achttaktige Hauptthema vom Satzbeginn (bestehend aus zwei viertaktigen bzw. vier zweitaktigen Einheiten) wird wiederholt.
Nahtlos folgt ein weiteres Motiv, das von der Melodik her als Fortspinnung des bisher vorgetragenen Gedankens interpretiert werden kann. Sechzehntel-Läufe und Akkorde führen zur Schlussgruppe (Takt 33–43), dessen viertaktiges Motiv ebenfalls wiederholt wird. 
Der zweite Satzteil beginnt als Überleitungsabschnitt aus zwei Motiven: Motiv 1 (Takt 44–62) mit chromatischer Linie abwärts und Unisono-Floskel aufwärts, Motiv 2 (Takt 62–70) mit Abwärts-Sequenzierung und versetztem Einsatz zwischen den Violinen und Bass. Die „Reprise“ (Takt 70 ff.) ist ähnlich der Exposition strukturiert. Die Schlussgruppe wird jedoch einmal eine Oktave tiefer wiederholt. Beide Satzteile werden wiederholt.